# Химическая атака в Хан аль-Ассале
Химическая атака в Хан-аль-Ассале (Алеппо, Сирия) произошла 19 марта 2013 года, в результате чего, по данным Сирийского центра мониторинга за соблюдением прав человека, погибли по меньшей мере 26 человек, в том числе 16 военнослужащих правительственных войск и 10 гражданских лиц, и более 86 получили ранения.
Сразу после инцидента сирийское правительство и оппозиция обвинили друг друга в совершении теракта, но ни одна из сторон не представила четкой документации. Сирийское правительство обратилось в ООН, чтобы расследовать инцидент, но споры о масштабах этого расследования привели к длительным задержкам. Тем временем сирийское правительство предложило России направить специалистов для расследования инцидента. Пробы, взятые на объекте, позволили им сделать вывод о том, что нападение было совершено с использованием зарина, что соответствует выводам, сделанным Соединенными Штатами. Россия возложила ответственность за нападение на оппозицию, а США - на правительство.
Расследователи от ООН прибыл в Сирию в августе, при этом их мандат не включал в себя оценку виновных. Их прибытие совпало с гораздо более масштабным применением химического оружия в Гуте, которое состоялось 21 августа 2013 года, из-за чего расследования произошедшего в Хан аль-Ассале отошло на второй план. В докладе ООН, завершённом 12 декабря, было обнаружено «вероятное применение химического оружия в Хан-аль-Ассале» и оценено, что причиной массового отравления стало отравление фосфорорганическими веществами.
В докладе Совета ООН по правам человека от февраля 2014 года было заявлено, что химические агенты, использованные в нападении на Хан-аль-Ассаль, имели «те же уникальные признаки», что и те, которые использовались в нападениях на Гуту в 2013 году. В докладе ООН также указывается, что исполнители теракта в Аль-Гуте «вероятно, имели доступ к запасам химического оружия сирийских военных». Однако ни в одном из этих случаев не был соблюден «доказательственный порог» комиссии в отношении установления лиц, совершивших химические нападения.
Лаборатории Организации по запрещению химического оружия сравнили пробы, взятые миссией ООН в Гуте, с химическими веществами, переданными сирийскими властями для уничтожения в 2014 году. Тесты обнаружили «маркеры» в образцах, взятых в Гуте, Хан-Шейхуне и Хан-эль-Ассале, которые совпали.